# لين (مدينة)
لين (بالإنجليزية: Lynn)‏ هي مدينة أمريكية تقع في ولاية ألاباما.تبلغ مساحة هذه المدينة 17 (كم²)،ويبلغ عدد سكانها 597 نسمة حسب إحصاء سنة 2010 م.تشير الإحصاءات بأن الكثافة السكانية في هذه المدينة تقدر بـ(35.1) نسمة/كم2.